# Myotis auriculus
Myotis auriculus är en fladdermusart som beskrevs av Baker och Stains 1955. Myotis auriculus ingår i släktet Myotis och familjen läderlappar. IUCN kategoriserar arten globalt som livskraftig.

## Underarter
Catalogue of Life samt Wilson & Reeder (2005) skiljer mellan två underarter:
- Myotis auriculus auriculus Baker and Stains, 1955
- Myotis auriculus apache Hoffmeister and Krutzsch, 1955

## Beskrivning
Arten har matt, brunaktig päls som blir mera gråaktig på buken. Öronen är långa (20 till 22 mm), spetsiga och bruna. Kroppslängden varierar mellan 8,5 och 10 cm, inklusive den 4 till 4,5 cm långa svansen, vingbredden är omkring 27 cm, och vikten varierar mellan 5 och 8 g.

## Utbredning
Denna fladdermus förekommer i sydvästra USA (Arizona, New Mexico) och i Mexiko söderut till Jalisco och Veracruz med undantag av landets västligaste och centrala delar. Ett fynd har dessutom gjorts i Guatemala.

## Ekologi
Arten lever på höjder mellan 370 och 2 200 meter över havet. Habitatet utgörs främst av torra skogar och ökenbuskage, men den kan också påträffas i chaparral, savanner och andra gräsmarker med ek samt i fuktiga blandskogar med tall och ek.

### Föda
Under nätterna vilar Myotis auriculus vanligen i grottor, gruvor eller i byggnader. Sovplatserna under dagen är inte kända. Individerna blir vanligen aktiva en eller två timmar efter solnedgången, vid en temperatur mellan 11 och 19º C. De äter små nattfjärilar (med en vingbredd på 3 till 4 cm) som tas från trädstubbar eller väggar. Fladdermusen kan landa som hastigast för att fånga bytet.

### Fortplantning
Litet är känt om artens fortplantning, men man tror att de parar sig under hösten, och att honan sparar säden i sin kropp tills den egentliga befruktningen sker till våren. I norra delen av utbredningsområdet föder honan en unge, med en längd på 12 till 18 mm, i juni eller tidigt i juli. Söder därom sker födslarna senare.

## Bevarandestatus
IUCN kategoriserar arten globalt som livskraftig. Man listar inte några egentliga hot; emellertid har man sedan 2007 kunnat konstatera kraftiga utbrott hos andra fladdermöss i samband med övervintringen av en dödlig svampsjukdom, White nose syndrome. Ännu (2016) har inga utbrott av denna sjukdom drabbat Myotis auriculus, men farhågor finns för att även denna art skall drabbas.